# Gregório Duvivier
Gregorio Byington Duvivier (Rio de Janeiro, 11 de abril de 1986) é um ator, humorista, roteirista e escritor brasileiro. Ficou conhecido pelo seu trabalho no cinema e no teatro e, a partir de 2012, destacou-se como um dos fundadores do canal Porta dos Fundos no YouTube.
Gregorio escreveu os livros A partir de amanhã eu juro que a vida vai ser agora, Ligue os pontos - Poemas de amor e Big Bang e Put Some Farofa. Assinou coluna semanal na Folha de S.Paulo.

## Biografia
Gregorio Duvivier é filho do músico e artista plástico Edgar Duvivier e da cantora Olivia Byington, irmão de Theodora e Bárbara, além de sobrinho da atriz Bianca Byington. Pelo lado paterno, descende do comendador Theodoro Duvivier (que por sua vez descendia de belgas e franceses), um dos promotores da urbanização dos bairros de Copacabana e Leme (Rio de Janeiro) no final do século XIX. Pelo lado materno, é descendente de uma das famílias confederadas que fugiram para o Brasil com o fim da Guerra Civil Americana e da Escravidão nos Estados Unidos, sendo trineto da filantropa paulista Pérola Byington.
Gregório é graduado em Letras pela Pontifícia Universidade Católica do Rio de Janeiro.

## Carreira

### Teatro
Gregório começou a atuar aos nove anos no curso de teatro Tablado, onde estudou por 10 anos com figuras como Aracy Mourthé, Cacá Mourthé, Ricardo Kosovski e Bernardo Jablonski.
Deu início à carreira como ator em 2003 na peça de stand up Z.É. - Zenas Emprovisadas, que permaneceu onze anos em cartaz em turnês pelo Brasil.
Em 2012, estrelou na remontagem do aclamado monólogo cômico de 1998 Uma Noite na Lua, escrito e dirigido por João Falcão. Apresentado em diversas cidades do Brasil e Portugal, o espetáculo rendeu a Duvivier o prêmio de Melhor Ator pela Associação de Produtores de Teatro do Rio de Janeiro (ATPR) em 2013.
Em 2015, estreiou o espetáculo de improvisação Portátil ao lado de João Vicente de Castro, Luciana Paes e Gustavo Miranda, com direção de Barbara Duvivier. Com a proposta de criar uma narrativa inédita a cada apresentação a partir de histórias reais fornecidas por voluntários da plateia, a peça foi elogiada ao longo dos anos pela conexão do elenco com o público e sua capacidade de transformar relatos do cotidiano em narrativas envolventes.
Em 2019, protagonizou o monólogo teatral Sísifo. Coescrito com Vinicius Calderoni, que também assina a peça como diretor, o espetáculo marca a primeira colaboração da dupla. Com texto inspirado no mito grego de Sísifo, Duvivier encena reflexões sobre a contemporaneidade e o mundo hiperconectado ao longo de uma sequência de 60 cenas, cada uma representando uma travessia distinta.  A peça estreou no Festival de Teatro de Curitiba. Passou por mais de 100 apresentações entre o Brasil e Portugal,  alcançando um público de mais de 40.000 pessoas.
Em 2024, iniciou a turnê do monólogo cômico O Céu da Língua em Portugal. Escrito e interpretado por Duvivier sob direção de Luciana Paes, o espetáculo mistura elementos de stand-up comedy, poesia falada e dramaturgia para refletir sobre a influência da linguagem na percepção do mundo. O desempenho de Duvivier e sua abordagem à linguística foram elogiados pela crítica, que caracterizou o texto como "uma ode à língua portuguesa e ao poder da palavra" e elogiou a capacidade do ator de transformar a poesia em um tema acessível.

### Televisão estreaming
Duvivier estreou na televisão em 2006 na telenovela juvenil Alta Estação, interpretando o universitário Umberto.
Em 2017, estreou como apresentador no programa de sátira e comédia política Greg News, exibido pela HBO e produzido pelo coletivo Porta dos Fundos. Inspirado no formato do programa norte-americano Last Week Tonight with John Oliver, Duvivier abordava temas relevantes da atualidade do Brasil e do mundo em episódios de 30 minutos de duração, aliando humor à análise crítica para discutir tópicos políticos, sociais e culturais. Ao longo de 170 episódios distribuídos em sete temporadas, foi a produção mais duradoura da HBO na América Latina. Em 2024, Duvivier anunciou pelas redes sociais que a Warner Bros. Discovery não renovaria o programa para uma nova temporada.
Além do seu programa, Duvivier conta com diversas participações em programas como A Grande Familia, 5X Comédia e De Volta aos 15. Interpretou papéis principais nas séries O Fantástico Mundo de Gregório, exibida pela Multishow, e O Grande Conzalez, exibida pela Fox Brasil. Em 2025, o Prime Video anunciou Duvivier como participante da quarta temporada do programa LOL: Se Rir, Já Era!.

### Literatura
Gregorio Duvivier iniciou sua carreira na literatura em 2008 com o livro de poesia A partir de amanhã eu juro que a vida vai ser agora (7Letras). Foi bem recebido por mestres como Millôr Fernandes e Ferreira Gullar. Em 2013, lançou o livro Ligue os pontos - Poemas de amor e Big Bang (Companhia das Letras). Na Folha de S.Paulo, o crítico Marcelo Coelho elogiou a obra: "descobre-se uma nova e intensa estrela no horizonte da poesia brasileira". A jornalista Cora Rónai classificou Ligue os pontos como "o melhor livro de poesia dos últimos tempos."
Em 2014, explorou a prosa humorística em Put Some Farofa (Companhia das Letras), uma coletânea de crônicas e esquetes que marcou o início do estilo satírico posteriormente considerado característico de Duvivier.
Em 2015, publicou Percatempos - Tudo Que Faço Quando Não Sei O Que Fazer (Companhia das Letras). Além de poemas inéditos, o livro contou com ilustrações feitas pelo autor.
Em 2020, seu texto coescrito com Vinicius Calderoni para o espetáculo Sísifo foi publicado pela Editora Cobogó.
Em 2021, publicou Sonetos de amor e sacanagem (Companhia das Letras), coletânea de 48 sonetos que abordam temas como amor, sexo, política e cultura contemporânea através do humor.
Estreou na literatura infantil com João Pestana (Companhia das Letrinhas) no primeiro semestre de 2023. O livro conta com ilustrações do artista francês Laurent Cardon. Publicou seu segundo livro para o público infantil, Em Busca do Famoso Peixarinho (Brinque-Book) no segundo semestre do mesmo ano. com ilustrações de Johanna Thomé de Souza.

Questionado pela Revista Crescer sobre sua motivação para entrar no mercado da literatura infantil, Duvivier disse:
"[...] começou a me incomodar quando os livros eram didáticos no mau sentido, meio que uma tradição da literatura infantil de ser didática e que eu não gosto. [...] Poxa, a criança já vai para a escola, já tem um conteúdo sendo empurrado para ela. Para mim, o lugar da literatura é o lugar do lúdico, da imaginação, da brincadeira. E isso é didático também!"
Em paralelo à sua produção literária, Duvivier manteve uma coluna semanal da Folha de S.Paulo entre 2013 e 2022.

### Controvérsias e YouTube
Gregório Duvivier é um dos cofundadores do coletivo Porta dos Fundos, formado em 2012 com Antonio Tabet, Fábio Porchat, Ian SBF e João Vicente de Castro. Participou, desde sua fundação, como roteirista e ator nos esquetes do coletivo. Em 2015, recebeu críticas de transfobia pelo vídeo "Travesti". Através das redes sociais, o autor lamentou o trabalho: "Gostaria de pedir desculpas a quem eu possa ter ofendido com o texto do vídeo. Respeito muito a luta pelos direitos trans. O objetivo do texto era inverter o preconceito. Não funcionou e acabou reverberando o preconceito vigente."
Em 2025, lançou o programa Não Importa ao lado de João Vicente de Castro, publicado semanalmente pelo canal.

## Vida pessoal
Em 2009 começou a namorar a atriz e cantora Clarice Falcão. Os dois se casaram em janeiro de 2014, em sigilo, numa cerimônia íntima na cidade do Rio de Janeiro. O casal anunciou oficialmente sua separação em novembro do mesmo ano.
Em 2017, começou a namorar a apresentadora Giovanna Nader, com quem tem duas filhas: Marieta, nascida em 2018, e Celeste, nascida em 2022. Em 2018, o casal oficializou sua união.
Gregório é torcedor do Fluminense Football Club.

## Filmografia

### Televisão
| Ano       | Título                         | Personagem / Cargo      | Notas                                                          |
| --------- | ------------------------------ | ----------------------- | -------------------------------------------------------------- |
| 2006      | Malhação                       | Gilson                  |                                                                |
| 2006      | Alta Estação                   | Umberto                 |                                                                |
| 2007      | O Sistema                      | Avenarius / Silas P.    |                                                                |
| 2007      | Mandrake                       | He-man                  | Episódio: "João Santos"                                        |
| 2007      | Cilada                         | Luiz / Roger            | Episódio: "Barzinho" Episódio: "Fazenda"                       |
| 2008      | Mateus, o Balconista           | Greg                    | Episódio: "Videotape"                                          |
| 2008      | Casos e Acasos                 | Vítor                   | Episódio: "A Garota, o Vestibular e os Ingressos"              |
| 2009      | A Grande Família               | Leléo                   | Episódio: "A Noite da Jovem Guarda"                            |
| 2009      | A Lei e o Crime                | Marcos Simão            |                                                                |
| 2009      | Os Buchas                      | Benício Leão (Beni)     |                                                                |
| 2010      | Junto & Misturado              | Vários personagens      |                                                                |
| 2010      | Vendemos Cadeiras              | Fábio Júnior            |                                                                |
| 2011      | Mulher de Fases                | Afonso                  | Episódio: "Um Maníaco e um Político"                           |
| 2012      | As Brasileiras                 | Júlio                   | Episódio: "A Vidente de Diamantina"                            |
| 2012      | O Fantástico Mundo de Gregorio | Gregorio/Greg           |                                                                |
| 2012      | A Grande Família               | Leonel / Lana           | Episódio: "Avenida Saraiva"                                    |
| 2013      | Louco por Elas                 | Marcos / Diego Carpeaux | Episódio: "Léo Posa como Modelo" Episódio: "Léo Tenta Reviver" |
| 2013      | A Grande Família               | Hugo Mendonça           | Episódio: "O Substituto"                                       |
| 2015      | O Grande Gonzalez              | Gerardi                 |                                                                |
| 2017–2023 | Greg News                      | Apresentador            |                                                                |
| 2021      | 5x Comédia                     | João                    | Episódio: "Hipocondríaco"                                      |
| 2023      | Pluft, o Fantasminha: A Série  | Theobaldo               |                                                                |
| 2024      | De Volta aos 15                | Denis Ferreira          |                                                                |
| 2024      | Cosme e Damião: Quase Santos   | Tito                    | Episódio: "Cosme É Um Gênio"                                   |
| 2025      | LOL: Se Rir, Já Era!           | Participante (3º lugar) | Temporada 4                                                    |

### Cinema
| Ano  | Título                                                          | Personagem           |
| ---- | --------------------------------------------------------------- | -------------------- |
| 2007 | Podecrer!                                                       | Marquinhos           |
| 2008 | O Diário de Tati                                                | Bidú                 |
| 2009 | Apenas o Fim                                                    | Antônio (Tom)        |
| 2009 | Alguns Nomes do Impossível                                      | a Lázaro             |
| 2009 | À Deriva                                                        | Lucas                |
| 2009 | Vida de Balconista                                              | Greg                 |
| 2009 | 5x Favela - Agora por Nós Mesmos                                | Eduardo              |
| 2010 | A Mulher Invisível                                              | Gerente do cinema    |
| 2010 | Podia Ser Pior                                                  | Murillo              |
| 2010 | Chico Xavier                                                    | Oftalmologista       |
| 2011 | Não Se Preocupe, Nada Vai Dar Certo                             | Lalau Velasco        |
| 2011 | Qualquer Gato Vira-Lata                                         | Hippie               |
| 2011 | O Homem do Futuro                                               | Engravatado 1991     |
| 2011 | Heleno                                                          | Torcedor             |
| 2012 | Reis e Ratos                                                    | a Nélio              |
| 2013 | Fim                                                             | Flávio               |
| 2013 | Vai que Dá Certo                                                | Vaguinho             |
| 2013 | Giovanni Improtta                                               | Adriano Soares       |
| 2013 | Eu não Faço a Menor Ideia do que Eu tô Fazendo com a Minha Vida | Tio de Clara         |
| 2015 | Os Pinguins de Madagascar                                       | Pavio Curto (voz)    |
| 2015 | Porta dos Fundos: Contrato Vitalício                            | Miguel               |
| 2016 | Festa da Salsicha                                               | Barry (voz)          |
| 2016 | Refrigerantes e Canções de Amor                                 | Geek                 |
| 2016 | Desculpe o Transtorno                                           | Eduardo Pavão (Duca) |
| 2018 | Se Beber, Não Ceie                                              | Judas Iscariotes     |
| 2019 | A Vida Invisível                                                | Antenor              |
| 2019 | A Primeira Tentação de Cristo                                   | Jesus                |
| 2019 | Asterix e o Segredo da Poção Mágica                             | Asterix (voz)        |
| 2021 | Te Prego Lá Fora                                                | Jacó (voz)           |
| 2023 | Nas Ondas da Fé                                                 | Greg (Maitre)        |
| 2024 | Arca de Noé                                                     | Alfonso (voz)        |

### Internet
| Ano           | Título           | Personagem         |
| ------------- | ---------------- | ------------------ |
| 2009–12       | Anões em Chamas  | Vários personagens |
| 2012–presente | Porta dos Fundos | Vários personagens |
| 2014          | Viral            | Beto               |

## Teatro
| Ano           | Título                                  |
| ------------- | --------------------------------------- |
| 2003–14       | Zenas Emprovisadas                      |
| 2004          | O Alfaiate do Rei                       |
| 2005          | 4 Malas                                 |
| 2006          | Peter Pan                               |
| 2006          | Desesperados                            |
| 2007          | O Dragão Verde                          |
| 2008          | Lobo nº1: a estepe                      |
| 2008          | Advocacia Segundo os Irmãos Marx        |
| 2009          | Improvável                              |
| 2009          | Apocalipse Segundo Domingos de Oliveira |
| 2009          | Musicomédia                             |
| 2011          | Inbox                                   |
| 2012          | Uma Noite na Lua                        |
| 2013          | Como Vencer na Vida Sem Fazer Força     |
| 2015–16       | Uma Noite na Lua                        |
| 2015–presente | Portátil                                |
| 2018          | Você É o Que Você Lê                    |
| 2024          | O Céu da Língua                         |

## Como roteirista

### Televisão
| Ano     | Título                         |
| ------- | ------------------------------ |
| 2010    | As Cariocas                    |
| 2011–13 | Louco por Elas                 |
| 2012    | As Brasileiras                 |
| 2012    | O Fantástico Mundo de Gregorio |

### Internet
| Ano           | Título           |
| ------------- | ---------------- |
| 2009–12       | Anões em Chamas  |
| 2012–presente | Porta dos Fundos |

### Teatro
| Ano           | Título               |
| ------------- | -------------------- |
| 2003–14       | Zenas Emprovisadas   |
| 2016–presente | Portátil             |
| 2018          | Você É o Que Você Lê |
| 2018          | O Tempo não Dá Tempo |

## Prêmios e indicações
| Ano  | Prêmio                                             | Categoria                                        | Indicação         | Resultado | Ref.          |
| ---- | -------------------------------------------------- | ------------------------------------------------ | ----------------- | --------- | ------------- |
| 2011 | Prêmio Questão de Crítica                          | Dramaturgia (com Clarice Falcão)                 | Inbox             | Indicado  | [ 60 ]        |
| 2011 | Prêmio APTR                                        | Autor (com Clarice Falcão)                       | Inbox             | Indicado  | [ 61 ]        |
| 2013 | Prêmio APTR                                        | Melhor Ator                                      | Uma Noite na Lua  | Venceu    | [ 62 ]        |
| 2015 | Grande Prêmio Risadaria Smiles do Humor Brasileiro | Melhor Canal de Humor na Web                     | Porta dos Fundos  | Venceu    | [ 63 ]        |
| 2016 | Prêmio Influenciadores Digitais                    | Humor (voto popular)                             | Porta dos Fundos  | Venceu    | [ 64 ]        |
| 2016 | Prêmio Influenciadores Digitais                    | Humor (voto técnico)                             | Porta dos Fundos  | Venceu    | [ 64 ]        |
| 2020 | Prêmio Influenciadores Digitais                    | Humor                                            | Porta dos Fundos  | Indicado  | [ 65 ]        |
| 2020 | MTV Millennial Awards Brasil                       | Falou Tudo                                       | Ele mesmo         | Indicado  | [ 66 ]        |
| 2020 | MTV Millennial Awards Brasil                       | Ri Alto                                          | Ele mesmo         | Indicado  | [ 66 ]        |
| 2020 | Grande Prêmio do Cinema Brasileiro                 | Melhor Ator                                      | A Vida Invisível  | Indicado  | [ 67 ] [ 68 ] |
| 2020 | Prêmio ABRA de Roteiro                             | Melhor Roteiro de Série de Reality ou Variedades | Greg News         | Indicado  | [ 69 ]        |
| 2021 | Prêmio F5                                          | Melhor Ator de Humor                             | Greg News         | Indicado  | [ 70 ]        |
| 2021 | Prêmio ABRA de Roteiro                             | Melhor Roteiro de Série de Reality ou Variedades | Greg News         | Venceu    | [ 71 ]        |
| 2021 | Prêmio Influenciadores Digitais                    | Opinião e Atualidades (voto popular)             | Gregorio Duvivier | Venceu    | [ 72 ]        |
| 2021 | Prêmio Influenciadores Digitais                    | Opinião e Atualidades (voto técnico)             | Gregorio Duvivier | Venceu    | [ 72 ]        |